# Thirty Flights of Loving

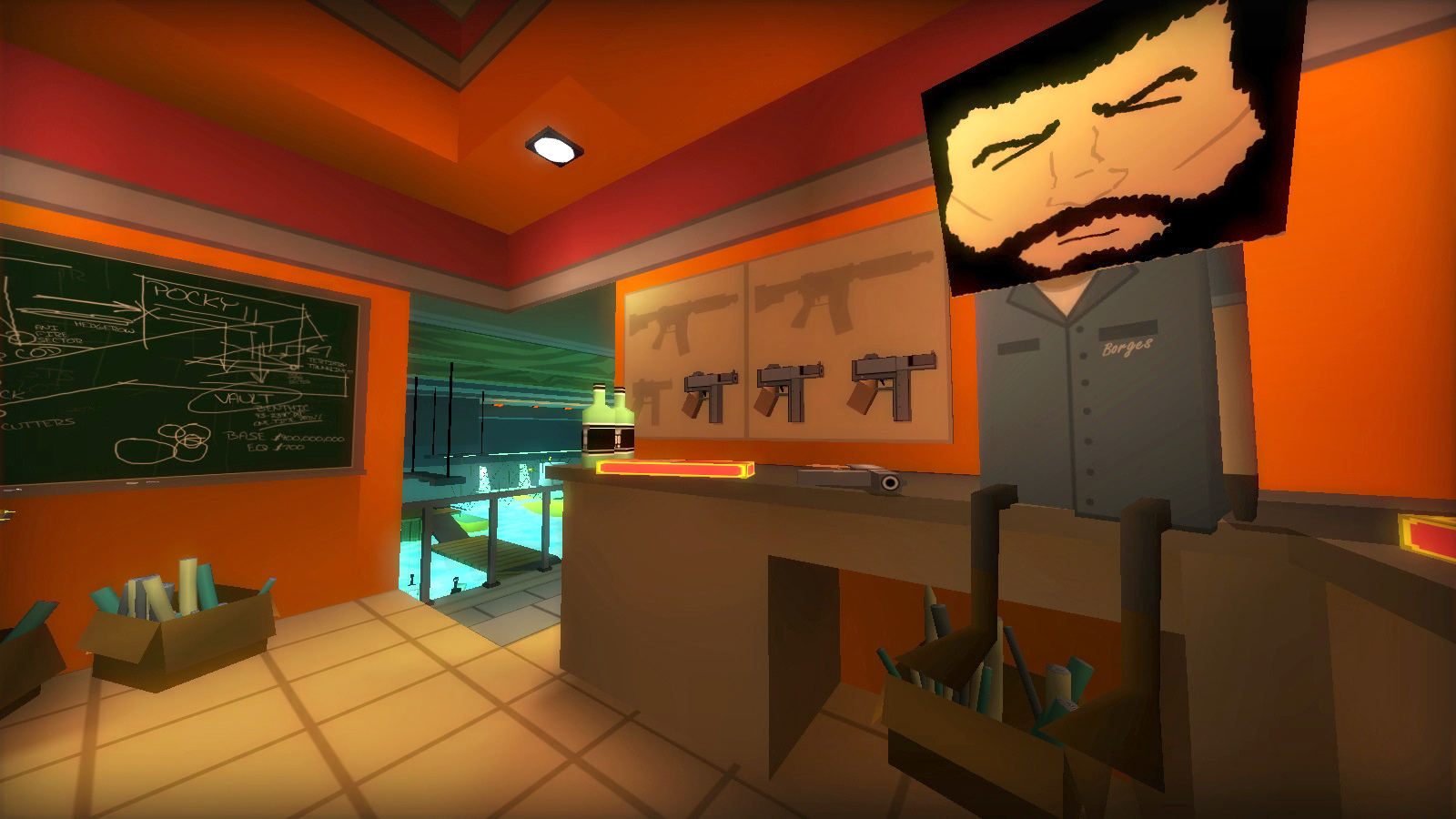
Capture d'écran de Thirty Flights of Loving.

Thirty Flights of Loving est un jeu vidéo d’aventure en vue à la première personne développé par le studio de Brendon Chung, Blendo Games, et publié sur Microsoft Windows en août 2012 puis sur OS X en novembre. Il fait suite à Gravity Bone dont il réutilise le moteur de jeu basé sur une version modifiée de l’id Tech 2, le moteur graphique développé par id Software pour Quake II. Le joueur y suit trois personnages, dont le héros de Gravity Bone, préparant un braquage. À sa sortie, le jeu est globalement bien reçu par les critiques, le site Metacritic lui attribuant un score de 88 %. Une suite, baptisée Quadrilateral Cowboy, est sortie en 2016.

## Accueil
| Thirty Flights of Loving |      |       |
| Média                    | Pays | Notes |
| Edge                     | US   | 9/10  |
| Eurogamer                | US   | 9/10  |
| IGN                      | US   | 8/10  |
| Compilations de notes    |      |       |
| Metacritic               | US   | 88 %  |